# Adolf Maurer (Politiker, 1883)
Adolf Maurer (* 4. Mai 1883 in Unterberg/Střelcův Dvůr; † 29. April 1955 in Klagenfurt) war ein österreichischer Bezirksschulinspektor und Politiker.

## Leben
Maurer war der Sohn des Besitzers Johann Maurer und dessen Ehefrau Maria. Er war römisch-katholisch.
Maurer besuchte die Bürgerschule und die Lehrerbildungsanstalt und erwarb die Lehrbefähigkeitszeugnis für Volks- und Bürgerschulen. Er war Lehrer an der Bundes-Lehrerbildungsanstalt in Klagenfurt und dann Bezirks- und Stadtschulinspektor in Klagenfurt. Im März 1938 wurde er von den Nationalsozialisten beurlaubt (?!).
Maurer war Teilnehmer am Abwehrkampf und Mitglied des Sudetendeutschen Heimatbundes, Zweigstelle Klagenfurt.

## Politik
Im Ständestaat war er vom 19. November 1934 bis zum 11. März 1938 als Vertreter von Schul-, Erziehungs- und Volksbildungswesen Mitglied im Ständischen Kärntner Landtag. Im Landtag war er Mitglied des Schulausschusses.

## Auszeichnungen
- Kärntner Kreuz
- 1925 Regierungsrat
- 1936 Ritterkreuz des österreichischen Verdienstordens